# (305660) Romyhaag
(305660) Romyhaag est un astéroïde de la ceinture principale.

## Description
(305660) Romyhaag est un astéroïde de la ceinture principale. Il fut découvert le 29 janvier 2009 à Calar Alto par Felix Hormuth. Il présente une orbite caractérisée par un demi-grand axe de 2,54 UA, une excentricité de 0,16 et une inclinaison de 15,7° par rapport à l'écliptique.
Il est nommé d'après Romy Haag, chanteuse, danseuse, actrice et ancienne manager de nightclub.

## Compléments